# Liste des présidents des Philippines
Voici une liste des chefs d'État philippins depuis la première déclaration d'indépendance le 12 juin 1898.

## Liste
| Portrait                | Nom                             | Début du mandat  | Fin du mandat    | Régime                       | Parti                                        | Notes                                                          |
| ----------------------- | ------------------------------- | ---------------- | ---------------- | ---------------------------- | -------------------------------------------- | -------------------------------------------------------------- |
| Emilio Aguinaldo        | Emilio Aguinaldo                | 12 juin 1898     | 23 janvier 1899  | Ire République               | Indépendant                                  | Dictature puis gouvernement révolutionnaire                    |
| Emilio Aguinaldo        | Emilio Aguinaldo                | 23 janvier 1899  | 1er avril 1901   | Ire République               | Indépendant                                  | Président de la République                                     |
|                         | 11 représentants des États-Unis | 1er avril 1901   | 15 novembre 1935 | Occupation américaine        | Occupation américaine                        | Occupation américaine                                          |
| Manuel L. Quezon        | Manuel Quezón                   | 15 novembre 1935 | 1er août 1944    | Commonwealth des Philippines | Parti nationaliste                           | Décédé en fonction                                             |
| José P. Laurel          | José P. Laurel                  | 14 octobre 1943  | 17 août 1945     | IIe République               | KALIBAPI                                     | Occupation japonaise                                           |
| Sergio Osmeña           | Sergio Osmeña                   | 1er août 1944    | 28 mai 1946      | Commonwealth des Philippines | Parti nationaliste                           | Termine le mandat de Quezon                                    |
| Manuel Roxas            | Manuel Roxas                    | 28 mai 1946      | 4 juillet 1946   | Commonwealth des Philippines | Parti libéral                                |                                                                |
| Manuel Roxas            | Manuel Roxas                    | 4 juillet 1946   | 17 avril 1948    | IIIe République              | Parti libéral                                | Nouvelle constitution Décédé en fonction                       |
| Elpidio Quirino         | Elpidio Quirino                 | 17 avril 1948    | 30 décembre 1953 | IIIe République              | Parti libéral                                |                                                                |
| Ramon Magsaysay         | Ramon Magsaysay                 | 30 décembre 1953 | 17 mars 1957     | IIIe République              | Parti nationaliste                           | Décédé en fonctions                                            |
| Carlos P. Garcia        | Carlos P. Garcia                | 17 mars 1957     | 30 décembre 1961 | IIIe République              | Parti nationaliste                           |                                                                |
| Diosdado Macapagal      | Diosdado Macapagal              | 30 décembre 1961 | 30 décembre 1965 | IIIe République              | Parti libéral                                |                                                                |
| Ferdinand Marcos        | Ferdinand E. Marcos             | 30 décembre 1965 | 17 janvier 1973  | IIIe République              | Parti nationaliste                           | Dictature (« Nouvelle Société »)                               |
| Ferdinand Marcos        | Ferdinand E. Marcos             | 17 janvier 1973  | 25 février 1986  | IVe République               | Kilusang Bagong Lipunan                      | Nouvelle constitution                                          |
| Corazon Aquino          | Corazon Aquino                  | 25 février 1986  | 2 février 1987   | IVe République               | United Nationalists Democratic Organizations | 1re femme présidente Constitution provisoire                   |
| Corazon Aquino          | Corazon Aquino                  | 2 février 1987   | 30 juin 1992     | Ve République                | United Nationalists Democratic Organizations | Nouvelle Constitution                                          |
| Fidel V. Ramos          | Fidel V. Ramos                  | 30 juin 1992     | 30 juin 1998     | Ve République                | Lakas–NUCD–UMDP                              |                                                                |
|                         | Joseph Estrada                  | 30 juin 1998     | 20 janvier 2001  | Ve République                | Parti des masses philippines                 | Déposé par la Cour suprême                                     |
| Gloria Macapagal-Arroyo | Gloria Macapagal-Arroyo         | 20 janvier 2001  | 30 juin 2010     | Ve République                | Lakas-CMD                                    | Fille de Diosdado Macapagal                                    |
| Benigno Aquino III      | Benigno Aquino III              | 30 juin 2010     | 30 juin 2016     | Ve République                | Parti libéral                                | Fils de Corazon Aquino et Benigno Aquino                       |
| Rodrigo Duterte         | Rodrigo Duterte                 | 30 juin 2016     | 30 juin 2022     | Ve République                | PDP-Laban                                    |                                                                |
| Ferdinand Marcos Jr.    | Ferdinand Marcos Junior         | 30 juin 2022     | en cours         | Ve République                | PFP                                          | Fils de Ferdinand E. Marcos, ancien dictateur des philipphines |